# Залізничний транспорт Киргизстану
Залізничний транспорт Киргизстану складається з мережі залізничних колій, загальна довжина яких станом на 2012 рік складає 424 км, однак вони не об'єднані в єдину національну мережу — залізниця, розташована на півночі країни з'єднує її з Казахстаном, а на півдні — з Узбекистаном, окрім того є ще кілька невеликих залізниць, не пов'язаних з іншими коліями. Обслуговуються залізниці державною компанією «Киргиз темир жолу».

## Історія
Розвиток Киргизької залізниці відбувався поетапно. Ділянку «Лугова—Пішпек» був зданий в експлуатацію у 1924 році у рамках будівництва Туркестансько-Сибірської залізниці. У 1929 році було здано ділянку Кувасай — Кизил-Кия, у 1930 — Пішкек — Фрунзе, у 1932 одразу три ділянки Фрунзе — Кант, Джалал — Абад — Кок — Янгак та Кра — Суу — Ош, у 1936 Уч — коргон — Тащ-Кумир, у 1941 Кант — Токмак, а у 1942 Токман — Бистровка. Будівництво залізниць на півдні Киргизії пов'язано з розробкою вугільних родовищ та задля будівництва цукрового заводу у місті Кант. Будівництво залізниць на півночі Киргизії у 1950 році від ст. Бистровка до Рибаче дозволило з'єднати Киргизію з іншими совєтськими республіками, включно до Росії та Сибіру. Перший потяг на станцію Пішпек прибув 8 серпня 1924 року. При цьому цим потягом прибули членами першого уряду Кара-Киргизької Автономної області, зокрема голова Ревкому Іманали Айдарбеков.
13 травня 1958 року 6-те Пішпекське відділення дороги було реорганізовано у 10-е Фрунзенське відділення Казахської залізниці. 18 листопада 1977 року було включено до складу Алма-Атинської залізниці та перейменовано у 3-е Фрунзенське відділення Алма-Атинської залізниці.
28 жовтня 1992 року вийшов указ президента Киргизії яким утворено управління Киргизької залізниці. А 24 травня 2005 року перейменовано у Державне підприємство Національна компанія Киргиз темир жолу.

## Сучасний стан
У травні 2021 року Узбекистан та Киргизія відновили залізничне сполучення на ділянці Ташкент — Іссик-Куль з періодичністю один раз на тиждень. Крім того АТ «Узбекистон темір йуллари» та «НК Киргиз темір жолу» домовились про будівництво залізниці Китай — Киргизія — Узбекистан, зокрема ділянки 280 км територією Киргизії. У разі реалізації цього проекту стане можливим прямий вихід до Перської затоки та Туреччини через Кавказ. За оцінкою керівника «Киргиз темир жолу» Василія Дашкова вартість цього проєкту 4,5 млрд доларів. Водночас у разі його втілення Киргизія зможе заробляти до 200 млн доларів щорічно за рахунок транзиту. Також узбецька компанія погодилась відновити диспетчерський зв'язок між залізницями Узбекистану та Киргизії.
Щороку Киргизька залізниця перевозить понад 7 млн тонн вантажів і є одним з найбільших у країні платників податків.
У червні 2021 року відновилось залізничне сполучення із курортами, які розташовані на озері Іссик-Куль. Воно було перервано у зв'язку з пандемією коронавірусної хвороби.

## Довжина залізниць
Загальна довжина усіх залізниць Киргизії включно з тупиковими складає 425 км, однак вони не складають єдиної сітки. Загалом вона розділена на дві, розрізнені ділянки: північну (323,4 км) та південну (101,2 км), що забезпечують зв'язок Киргизії відповідно з Казахстаном та Узбекистаном. Загалом Киргизька залізниця обслуговує 424,6 км головних шляхів, 220 км станційних шляхів та 66,4 під'їздних шляхів. Заплановано будівництво залізниці, яка з'єднає північ та південь Киргизії. Окрім того на півдні є ще кілька невеликих ділянок залізниці в районі міст Ош та Джалал-Абад, однак вони майже не використовуються.

## Пасажирське сполучення
Киргизька залізниця забезпечує пасажирське сполучення з великими містами Казахстану, Узбекистану та Росії за маршрутами Бішкек — Москва, Бішкек — Єкатиринбург, Бішкек — Новокузнецьк, Бішкек — Новосибірськ, а влітку Ташкент — Баликчи. Також є причіпні вагони до Волгограду, Челябінська, Саратова, Пензи. У 2013 році перевезено 407 тис. пасажирів, що складає 74,1 % від результату 2012 року, а за міждержавними перевезеннями 104,3 тис. чол., що на 43,2 % менше.

## Підготовка кадрів та штат
Підготовку кадрів для Киргизької залізниці здійснює професійний ліцей залізничників N97, Киргизький державний технічний університет імені І.Раззакова та Киргизький державний університет будівництва, транспорту та архітектури імені Н.Ісанова.
Загальний штат компанії складає 5,4 тис. чол., а будівництво нових ділянок, зокрема Північ — Південь створює додатково 2 тис. робочих місць.